# Edward Boyle, Baron Boyle of Handsworth
Edward Charles Gurney Boyle, Baron Boyle of Handsworth CH PC (* 31. August 1923 in Kensington, London; † 28. September 1981 in Leeds, Yorkshire) war ein britischer Politiker der Conservative Party, der zwanzig Jahre lang Abgeordneter des House of Commons war und 1970 als Life Peer Mitglied des House of Lords wurde. Boyle prägte als Bildungsminister (Minister of Education) zwischen 1962 und 1964 maßgeblich die bildungspolitische Haltung der konservativen Tories zu Beginn der 1960er Jahre und war zuletzt von 1970 bis zu seinem Tod 1981 Vizekanzler der University of Leeds.

## Leben

### Familiäre Herkunft und Unterhausabgeordneter
Er war der Sohn von Sir Edward Boyle, 2. Baronet, der 1909 von seinem Vater den 1904 für diesen geschaffenen Titel Baronet, of Ockham in the County of Sussex, geerbt hatte und 1915 Kommissar in Serbien war. Boyle selbst begann nach dem Besuch des Eton College ein Studium am Christ Church der University of Oxford und erbte beim Tod seines Vaters am 31. März 1945 dessen Titel als 3. Baronet. 1949 schloss er sein Studium mit einem Bachelor of Arts (B.A.) ab.
Nach dem Tod seines Parteifreundes Harold Roberts am 28. September 1950 wurde Boyle als Kandidat der Conservative Party bei einer Nachwahl (By-election) im Wahlkreis Birmingham Handsworth am 16. November 1950 erstmals zum Abgeordneten in das House of Commons gewählt und vertrat diesen Wahlkreis nach Wiederwahlen bei den darauf folgenden Unterhauswahlen fast zwanzig Jahre lang bis zur Wahl am 18. Juni 1970.

### Juniorminister
Nach dem Wahlsieg der Konservativen bei den Unterhauswahlen am 25. Oktober 1951 wurde er zunächst Parlamentarischer Privatsekretär des Parlamentarischen Unterstaatssekretärs im Luftfahrtministerium und wurde danach 1952 Parlamentarischer Privatsekretär des Verteidigungsministers. 1954 erfolgte seine Ernennung zum Parlamentarischen Sekretär im Versorgungsministerium (Ministry of Supply), ehe er zwischen als Nachfolger von Reginald Maudling 1955 und seiner Ablösung durch Derek Walker-Smith 1956 die Funktion als Wirtschaftssekretär (Economic Secretary) im Schatzamt (HM Treasury) übernahm und damit den fünfthöchsten Regierungsposten in diesem Ministerium. Von seiner Funktion als Wirtschaftssekretär trat er als Vertreter des liberalen Flügels der Tories im Herbst 1956 aus Protest wegen der Sueskrise zurück. Zwei Monate später kehrte er jedoch in die Regierung zurück und war zwischen 1957 und 1959 Parlamentarischer Sekretär im Bildungsministerium (Ministry of Education).
Während dieser Zeit absolvierte Boyle ein postgraduales Studium am Christ Church der University of Oxford, das er 1959 mit einem Master of Arts (M.A.) beendete. Zugleich fungierte er 1959 als Präsident der Oxford Union.
1959 wurde er Nachfolger von Jocelyn Simon als Finanzsekretär des Schatzamtes (Financial Secretary of the Treasury) und bekleidete damit bis zu seiner Ablösung durch Anthony Barber 1962 das vierthöchste Amt im Schatzamt.

### Bildungsminister
Am 13. Juli 1962 wurde Boyle, der 1962 auch Privy Councillor wurde, von Premierminister Harold Macmillan zum Nachfolger von David Eccles als Bildungsminister (Minister of Education) ernannt und behielt diesen Ministerposten, bis er am 1. April 1964 von Quintin McGarel Hogg abgelöst wurde, der wiederum Minister für Bildung und Wissenschaft (Secretary of State for Education and Science) war. Er selbst war zwischen dem 1. April und dem Ende der Amtszeit des neuen Premierministers Alec Douglas-Home am 16. Oktober 1964 Staatsminister im Ministerium für Bildung und Wissenschaft und damit einer der engsten Mitarbeiter von Minister Hogg. In diese Zeit fiel auch ein Erlass, dass Schulkinder im Fall eines Atomangriffs auf Großbritannien dem Unterricht fern bleiben dürfen.
Seine weithin anerkannte Arbeit als Bildungsminister war geprägt von einem humanistischen Pragmatismus, der die Entwicklung der Persönlichkeit als wichtigstes Anliegen der Bildung hielt. Unter seinem die Bildungspolitik der Conservative Party der frühen 1960er Jahre prägenden Einfluss änderten die konservativen Tories ihre starre Verteidigung der klassischen Grammar Schools hin zu einer pragmatischeren Ansatz zur Neuorganisation des sekundären Bildungsbereichs. Andererseits beendete seine Ministerzeit eine zwanzigjährige Ausweitung der Versorgung, aber auch der Erwartungen an die Bildung.
Nach der Wahlniederlage der Conservative Party bei den Unterhauswahlen am 15. Oktober 1964 wurde Boyle vom Parteivorsitzenden Edward Heath in dessen Schattenkabinett berufen und übernahm dort die Funktion als Sprecher der Opposition für Bildung (Shadow Education Secretary). Diese Funktion bekleidete er, bis er 1969 seinen Rückzug aus der Politik ankündigte und daraufhin von Margaret Thatcher abgelöst wurde.
Für seine Verdienste wurde ihm 1965 von der University of Leeds sowie von der University of Southampton jeweils ein Ehrendoktor der Rechtswissenschaften (Hon. LL.D.) verliehen. Einen weiteren Ehrendoktor der Rechtswissenschaften bekam er 1968 von der University of Bath.

### Vizekanzler der University of Leeds und Oberhausmitglied

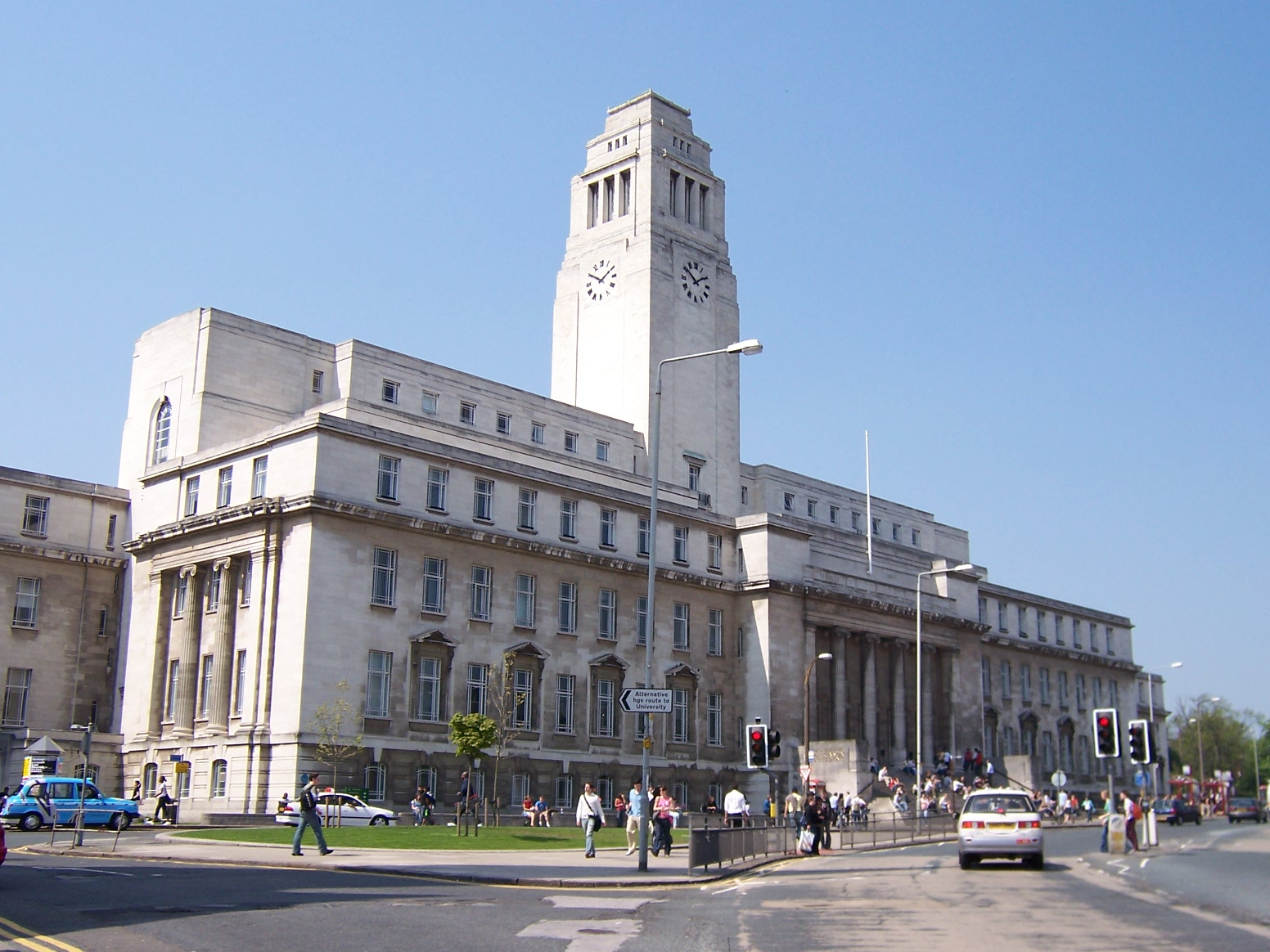
Das Hauptgebäude (Parkinson Building) der University of Leeds, deren Vizekanzler Baron Boyle zwischen 1970 und 1981 war

Nach seinem Ausscheiden aus dem Unterhaus wurde Boyle 1970 Nachfolger von Roger Bentham Stevens als Vizekanzler der University of Leeds und übte dieses Amt bis zu seinem Tod aus. Zugleich war er zwischen 1970 und seinem Tod 1981 einer der Treuhänder (Trustee) des British Museum.
Durch ein Letters Patent vom 3. Juli 1970 wurde Boyle gemäß dem Life Peerages Act 1958 als Life Peer mit dem Titel Baron Boyle of Handsworth, of Salehurst in the County of Sussex, Mitglied des House of Lords und gehörte diesem bis zu seinem Tod an.
1972 wurde ihm von der University of Sussex ein weiterer Ehrendoktor der Rechtswissenschaften verliehen wie auch 1981 von der University of Liverpool. 1981 wurde Baron Boyle Mitglied des aus maximal 65 Personen bestehenden Order of the Companions of Honour (CH).
Während seine Peerswürde mit seinem Tode erlosch, folgte ihm sein jüngerer Bruder Richard Gurney Boyle als 4. Baronet.
Ihm zu Ehren wurde die Edward Boyle Library der University of Leeds benannt.